# Tromsø Idrettslag 2010
Questa voce raccoglie le informazioni riguardanti il Tromsø Idrettslag nelle competizioni ufficiali della stagione 2010.

## Stagione
Il Tromsø chiuse il campionato al 3º posto, conquistando così un posto per l'Europa League 2011-2012. L'avventura nella Coppa di Norvegia 2010 si concluse al quarto turno, per mano del Ranheim. Il calciatore più utilizzato in stagione fu Tom Høgli, unico membro della rosa a non saltare neppure un incontro ufficiale del club (30 presenze in campionato, 4 nella coppa nazionale). Il miglior marcatore assoluto fu invece Sigurd Rushfeldt, che siglò 9 reti (di cui 8 in campionato).

## Maglie e sponsor
Lo sponsor tecnico per la stagione 2010 fu Puma, mentre lo sponsor ufficiale fu Sparebank. La divisa casalinga fu composta da una maglietta rossa con strisce bianche, pantaloncini e calzettoni bianchi. La divisa da trasferta fu invece di colore blu, con inserti bianchi.
| Casa | Trasferta |

## Rosa
| N. |                                 | Ruolo | Calciatore              |
| -- | ------------------------------- | ----- | ----------------------- |
| 1  | Svezia (bandiera)               | P     | Marcus Sahlman          |
| 2  | Senegal (bandiera)              | D     | Serigne Kara            |
| 3  | Svezia (bandiera)               | D     | Fredrik Björck          |
| 4  | Senegal (bandiera)              | A     | Mignane Diouf           |
| 4  | Australia (bandiera)            | D     | Jade North              |
| 5  | Norvegia (bandiera)             | D     | Kevin Larsen            |
| 6  | Norvegia (bandiera)             | C     | Helge Haugen            |
| 7  | Finlandia (bandiera)            | C     | Miika Koppinen          |
| 8  | Norvegia (bandiera)             | C     | Mads Reginiussen        |
| 9  | Svezia (bandiera)               | A     | George Mourad           |
| 10 | Norvegia (bandiera)             | A     | Sigurd Rushfeldt        |
| 11 | Norvegia (bandiera)             | C     | Ruben Yttergård Jenssen |
| 12 | Danimarca (bandiera)            | P     | Mads Toppel             |
| 12 | Bosnia ed Erzegovina (bandiera) | P     | Sead Ramović            |

| N. |                     | Ruolo | Calciatore             |
| -- | ------------------- | ----- | ---------------------- |
| 13 | Norvegia (bandiera) | P     | Espen Isaksen          |
| 14 | Norvegia (bandiera) | D     | Hans Norbye            |
| 16 | Norvegia (bandiera) | D     | Hans Åge Yndestad      |
| 17 | Norvegia (bandiera) | C     | Remi Johansen          |
| 18 | Norvegia (bandiera) | C     | Tommy Knarvik          |
| 19 | Norvegia (bandiera) | A     | Vegard Braaten         |
| 20 | Somalia (bandiera)  | A     | Mohammed Ahamed        |
| 21 | Norvegia (bandiera) | C     | Thomas Drage           |
| 22 | Senegal (bandiera)  | D     | Saliou Ciss            |
| 23 | Serbia (bandiera)   | D     | Stevan Bates           |
| 24 | Austria (bandiera)  | D     | Dominique Taboga       |
| 26 | Norvegia (bandiera) | D     | Tom Høgli              |
| 27 | Norvegia (bandiera) | C     | Lars Henrik Andreassen |
| 30 | Brasile (bandiera)  | A     | Kayke                  |

## Calciomercato

### Sessione invernale(dal 01/01 al 31/03)
| Acquisti | Acquisti       | Acquisti  | Acquisti   |
| R.       | Nome           | da        | Modalità   |
| -------- | -------------- | --------- | ---------- |
| D        | Fredrik Björck | Esbjerg   | definitivo |
| D        | Saliou Ciss    | Diambars  | definitivo |
| D        | Serigne Kara   | Diambars  | definitivo |
| C        | Thomas Drage   | Mosjøen   | definitivo |
| A        | Vegard Braaten | Alta      | definitivo |
| A        | George Mourad  | Willem II | definitivo |

| Cessioni | Cessioni            | Cessioni  | Cessioni      |
| R.       | Nome                | a         | Modalità      |
| -------- | ------------------- | --------- | ------------- |
| P        | Kenny Stamatopoulos | AIK       | prestito      |
| D        | Tore Reginiussen    |           | svincolato    |
| C        | Martin Knudsen      |           | svincolato    |
| C        | Joel Lindpere       |           | svincolato    |
| C        | Lars Iver Strand    | Vålerenga | fine prestito |
| A        | Keijo Huusko        |           | svincolato    |
| A        | Morten Moldskred    | Rosenborg | definitivo    |

### Sessione estiva(dal 01/08 al 31/08)
| Acquisti | Acquisti      | Acquisti   | Acquisti   |
| R.       | Nome          | da         | Modalità   |
| -------- | ------------- | ---------- | ---------- |
| D        | Stevan Bates  | FK Baku    | definitivo |
| A        | Mignane Diouf | Diambars   | prestito   |
| A        | Kayke         | Villa Nova | prestito   |

| Cessioni | Cessioni         | Cessioni           | Cessioni   |
| R.       | Nome             | a                  | Modalità   |
| -------- | ---------------- | ------------------ | ---------- |
| P        | Sead Ramović     | Sivasspor          | definitivo |
| D        | Jade North       | Wellington Phoenix | definitivo |
| D        | Dominique Taboga | Kapfenberger       | prestito   |
| A        | Vegard Braaten   | Lokeren            | definitivo |

## Risultati

### Tippeligaen

#### Girone di andata
| Arbitro: | Hagen (Grue) |

|                           |           |  |
| Knarvik 59’ Rushfeldt 83’ | Marcatori |  |

| Arbitro: | Hauge (Bergen) |

|                     |           |  |
| Sundgot 7’ Ujah 13’ | Marcatori |  |

| Arbitro: | Johnsen (Tønsberg) |

|               |           |  |
| Rushfeldt 51’ | Marcatori |  |

| Arbitro: | Sælen (Bergen) |

|  |           |              |
|  | Marcatori | 22’ Koppinen |

| Arbitro: | Staberg |

|                           |           |  |
| Johansen 3’ Rushfeldt 82’ | Marcatori |  |

| Arbitro: | Olsen (Kristiansand) |

|              |           |            |
| Gíslason 74’ | Marcatori | 43’ Mourad |

| Arbitro: | Helgerud (Lier) |

|                      |           |                 |
| Ahamed 40’ Drage 90’ | Marcatori | 19’ Dimitriadis |

| Arbitro: | Sælen (Bergen) |

|                     |           |                            |
| Fall 38’ Hoseth 67’ | Marcatori | 40’, 55’ Mourad 84’ Björck |

| Tromsø 2 maggio 2010, ore 20:00 9ª giornata | Tromsø             | 0 – 0 referto | Rosenborg | Alfheim Stadion (7.024 spett.)\| Arbitro: \| Sandmoen (Kjelsås) \| |
| Arbitro:                                    | Sandmoen (Kjelsås) |               |           |                                                                    |

| Arbitro: | Staberg |

|  |           |               |
|  | Marcatori | 29’ Rushfeldt |

| Arbitro: | Johnsen (Tønsberg) |

|              |           |  |
| Yndestad 90’ | Marcatori |  |

| Arbitro: | Øvrebø (Oslo) |

|            |           |            |
| Fevang 54’ | Marcatori | 40’ Ahamed |

| Arbitro: | Hauge (Bergen) |

|                          |           |              |
| Rushfeldt 24’ Haugen 50’ | Marcatori | 79’ Sæternes |

| Arbitro: | Staberg |

|                           |           |                      |
| Storflor 10’ Andersen 40’ | Marcatori | 28’ (rig.) Rushfeldt |

| Arbitro: | Sælen (Bergen) |

|  |           |              |
|  | Marcatori | 33’ Phillips |

#### Girone di ritorno
| Arbitro: | Hafsås (Trondheim) |

|                     |           |                         |
| Steffensen 20’, 38’ | Marcatori | 15’ Ahamed 57’ Koppinen |

| Tromsø 19 luglio 2010, ore 19:00 17ª giornata | Tromsø         | 0 – 0 referto | Lillestrøm | Alfheim Stadion (4.394 spett.)\| Arbitro: \| Hauge (Bergen) \| |
| Arbitro:                                      | Hauge (Bergen) |               |            |                                                                |

| Arbitro: | Moen (Haugesund) |

|           |           |                            |
| Niang 87’ | Marcatori | 27’ (aut.) Friberg da Cruz |

| Arbitro: | Edvartsen (Hamar) |

|                                    |           |  |
| Mourad 5’, 90’ (rig.) Johansen 65’ | Marcatori |  |

| Arbitro: | Sælen (Bergen) |

|                |           |  |
| Aarøy 34’, 78’ | Marcatori |  |

| Arbitro: | Hagen (Grue) |

|                           |           |            |
| Kayke 23’, 63’ Mourad 78’ | Marcatori | 13’ Kovács |

| Haugesund 28 agosto 2010, ore 17:00 22ª giornata | Haugesund     | 0 – 0 referto | Tromsø | Haugesund Stadion (4.179 spett.)\| Arbitro: \| Øvrebø (Oslo) \| |
| Arbitro:                                         | Øvrebø (Oslo) |               |        |                                                                 |

| Arbitro: | Berntsen (Vang) |

|  |           |                                   |
|  | Marcatori | 21’ Bakke 37’ Guastavino 73’ Moen |

| Arbitro: | Johansen (Brevik) |

|                                      |           |                                             |
| Lamøy 30’ Gulsvik 81’ Gabrielsen 90’ | Marcatori | 19’ Johansen 38’, 49’, 54’ Kayke 19’ Mourad |

| Arbitro: | Helgerud (Lier) |

|                   |           |  |
| Mourad 90’ (rig.) | Marcatori |  |

| Arbitro: | Edvartsen (Hamar) |

|             |           |             |
| Vikstøl 71’ | Marcatori | 8’ Johansen |

| Arbitro: | Hagen (Grue) |

|  |           |            |
|  | Marcatori | 44’ Hoseth |

| Arbitro: | Berntsen (Vang) |

|           |           |  |
| Prica 80’ | Marcatori |  |

| Arbitro: | Johnsen |

|                    |           |                      |
| Rushfeldt 16’, 53’ | Marcatori | 72’ (aut.) Rushfeldt |

| Arbitro: | Sælen (Bergen) |

|                                  |           |  |
| Shelton 39’ Mos 90’ Sæternes 90’ | Marcatori |  |

### Coppa di Norvegia
| Arbitro: | Jespersen |

|  |           |                                                          |
|  | Marcatori | 4’, 47’ Ahamed 61’ Kara 64’ Reginiussen 88’, 90’ Braaten |

| Arbitro: | Jakobsen |

|  |           |                          |
|  | Marcatori | 37’ Haugen 63’ Rushfeldt |

| Tromsdalen 9 giugno 2010, ore 18:00 Terzo turno          | Tromsdalen | 0 – 2 (d.t.s.) referto | Tromsø | TUIL Arena |
| \| \| \| \| \| \| Marcatori \| 93’ Taboga 120’ Ahamed \| |            |                        |        |            |
|                                                          |            |                        |        |            |
|                                                          | Marcatori  | 93’ Taboga 120’ Ahamed |        |            |

| Arbitro: | Øvrebø (Oslo) |

|  |           |                        |
|  | Marcatori | 24’ Krogstad 34’ Stene |

## Statistiche

### Statistiche di squadra
| Competizione      | Punti | In casa | In casa | In casa | In casa | In casa | In casa | In trasferta | In trasferta | In trasferta | In trasferta | In trasferta | In trasferta | Totale | Totale | Totale | Totale | Totale | Totale | DR  |
| Competizione      | Punti | G       | V       | N       | P       | Gf      | Gs      | G            | V            | N            | P            | Gf           | Gs           | G      | V      | N      | P      | Gf     | Gs     | DR  |
| ----------------- | ----- | ------- | ------- | ------- | ------- | ------- | ------- | ------------ | ------------ | ------------ | ------------ | ------------ | ------------ | ------ | ------ | ------ | ------ | ------ | ------ | --- |
| Tippeligaen       | 50    | 15      | 10      | 2       | 3       | 19      | 9       | 15           | 4            | 6            | 5            | 17           | 21           | 30     | 14     | 8      | 8      | 36     | 30     | +6  |
| Coppa di Norvegia | -     | 1       | 0       | 0       | 1       | 0       | 2       | 3            | 3            | 0            | 0            | 10           | 0            | 4      | 3      | 0      | 1      | 10     | 2      | +8  |
| Totale            | -     | 16      | 10      | 2       | 4       | 19      | 11      | 18           | 7            | 6            | 5            | 27           | 21           | 34     | 17     | 8      | 9      | 46     | 32     | +14 |

### Statistiche dei giocatori
| Giocatore            | Tippeligaen | Tippeligaen | Tippeligaen | Tippeligaen | Coppa di Norvegia | Coppa di Norvegia | Coppa di Norvegia | Coppa di Norvegia | Totale   | Totale | Totale      | Totale     |
| Giocatore            | Presenze    | Reti        | Ammonizioni | Espulsioni  | Presenze          | Reti              | Ammonizioni       | Espulsioni        | Presenze | Reti   | Ammonizioni | Espulsioni |
| -------------------- | ----------- | ----------- | ----------- | ----------- | ----------------- | ----------------- | ----------------- | ----------------- | -------- | ------ | ----------- | ---------- |
| M. Ahamed            | 27          | 3           | 0           | 0           | 4                 | 3                 | 0                 | 0                 | 31       | 6      | 0           | 0          |
| L. Andreassen        | 1           | 0           | 0           | 0           | 0                 | 0                 | 0                 | 0                 | 1        | 0      | 0           | 0          |
| S. Bates             | 1           | 0           | 0           | 0           | 0                 | 0                 | 0                 | 0                 | 1        | 0      | 0           | 0          |
| F. Björck            | 28          | 1           | 0           | 0           | 0                 | 0                 | 0                 | 0                 | 28       | 1      | 0           | 0          |
| V. Braaten           | 5           | 0           | 0           | 0           | 2                 | 3                 | 1                 | 0                 | 7        | 3      | 1           | 0          |
| S. Ciss              | 13          | 0           | 2           | 0           | 3                 | 0                 | 2                 | 0                 | 16       | 0      | 4           | 0          |
| M. Diouf             | 1           | 0           | 0           | 0           | 0                 | 0                 | 0                 | 0                 | 1        | 0      | 0           | 0          |
| T. Drage             | 16          | 1           | 1           | 0           | 4                 | 0                 | 0                 | 0                 | 20       | 1      | 1           | 0          |
| H. Haugen            | 23          | 1           | 2           | 0           | 4                 | 1                 | 0                 | 0                 | 27       | 2      | 2           | 0          |
| T. Høgli             | 30          | 0           | 2           | 0           | 4                 | 0                 | 0                 | 0                 | 34       | 0      | 2           | 0          |
| E. Isaksen           | 0           | 0           | 0           | 0           | 0                 | 0                 | 0                 | 0                 | 0        | 0      | 0           | 0          |
| R. Johansen          | 29          | 4           | 1           | 0           | 3                 | 0                 | 0                 | 0                 | 32       | 4      | 1           | 0          |
| S. Kara              | 23          | 0           | 6           | 0           | 3                 | 1                 | 1                 | 0                 | 26       | 1      | 7           | 0          |
| Kayke                | 10          | 5           | 0           | 0           | 0                 | 0                 | 0                 | 0                 | 10       | 5      | 0           | 0          |
| T. Knarvik           | 22          | 1           | 0           | 0           | 1                 | 0                 | 1                 | 0                 | 23       | 1      | 1           | 0          |
| M. Koppinen          | 27          | 2           | 1           | 0           | 4                 | 0                 | 1                 | 0                 | 31       | 2      | 2           | 0          |
| K. Larsen            | 3           | 0           | 0           | 0           | 0                 | 0                 | 0                 | 0                 | 3        | 0      | 0           | 0          |
| G. Mourad            | 25          | 8           | 4           | 0           | 2                 | 0                 | 0                 | 0                 | 27       | 8      | 4           | 0          |
| H. Norbye            | 0           | 0           | 0           | 0           | 0                 | 0                 | 0                 | 0                 | 0        | 0      | 0           | 0          |
| J. North             | 6           | 0           | 0           | 0           | 2                 | 0                 | 1                 | 0                 | 8        | 0      | 1           | 0          |
| S. Ramović           | 8           | 0           | 1           | 0           | 0                 | 0                 | 0                 | 0                 | 8        | 0      | 1           | 0          |
| M. Reginiussen       | 11          | 0           | 0           | 0           | 3                 | 1                 | 0                 | 0                 | 14       | 1      | 0           | 0          |
| S. Rushfeldt         | 20          | 8           | 1           | 0           | 1                 | 1                 | 0                 | 0                 | 21       | 9      | 1           | 0          |
| M. Sahlman           | 24          | 0           | 1           | 0           | 4                 | 0                 | 0                 | 0                 | 28       | 0      | 1           | 0          |
| D. Taboga            | 1           | 0           | 0           | 0           | 3                 | 1                 | 0                 | 0                 | 4        | 1      | 0           | 0          |
| M. Toppel            | 0           | 0           | 0           | 0           | 0                 | 0                 | 0                 | 0                 | 0        | 0      | 0           | 0          |
| H. Yndestad          | 28          | 1           | 1           | 0           | 3                 | 0                 | 1                 | 0                 | 31       | 1      | 2           | 0          |
| R. Yttergård Jenssen | 30          | 0           | 2           | 0           | 3                 | 0                 | 0                 | 0                 | 33       | 0      | 2           | 0          |